# Gununggede
Gununggede is een bestuurslaag in het regentschap Kota Tasikmalaya van de provincie West-Java, Indonesië. Gununggede telt 7797 inwoners (volkstelling 2010).